# Каменоватка (Черкасская область)
Каменоватка (укр. Кам'януватка) — село в Шполянском районе Черкасской области Украины.
Население по переписи 2001 года составляло 175 человек. Почтовый индекс — 20621. Телефонный код — 4741.

## Местный совет
20621, Черкасская обл., Шполянский р-н, с. Лозоватка, ул. Октябрьская